# Karol Albert (król Sardynii)

Herb Karola Alberta w latach 1831–33

Herb Karola Alberta w latach 1833–48

Karol Albert Sabaudzki, właśc. wł. Carlo Alberto Amedeo di Savoia (ur. 2 października 1798 w Turynie, zm. 28 lipca 1849 w Oporto) – król Sardynii z dynastii sabaudzkiej w latach 1831–1849.

## Życiorys
Wywodził się z bocznej linii dynastii sabaudzkiej – książąt Carignano, która brała swój początek od Tomasza Franciszka (syna Karola Emanuela I Wielkiego, księcia Sabaudii) i jego żony – Marii de Bourbon-Soissons. Jego ojcem był Karol Emanuel, książę Carignano (1770–1800). Jego matką była Maria Krystyna Wettyn (1779–1851), córka Karola Krystiana, księcia Saksonii i Polski, oraz Franciszki Krasińskiej. Królem został po śmierci swojego wuja Karola Feliksa, który z żoną Marią Krystyną Sycylijską nie doczekał się potomstwa.
W wieku 10 lat został wysłany do gimnazjum w Paryżu, a następnie pobierał nauki w Genewie w prywatnym kolegium protestanckim prowadzonym przez Y. P. Vauchera. W 1813 został porucznikiem 8 pułku dragonów w armii napoleońskiej. Powołany w 1814 pod broń w Piemoncie, gdzie przywrócono dynastię sabaudzką, został wkrótce uznany za spadkobiercę jej korony przez Kongres wiedeński.
Po mianowaniu regentem przez Wiktora Emanuela i na skutek ruchów karbonarskich (13 marca 1821) zgodził się na zaprzysiężenie demokratycznej konstytucji wzorowanej na hiszpańskiej, co nie zapobiegło wszakże wojnie domowej. Uczestniczył w ekspedycji Ludwika Antoniego, księcia Angoulême do Hiszpanii, odznaczając się w bitwie pod Trocadéro (31 sierpnia 1823).
Po powrocie do Piemontu w 1831 objął tron po swym wuju Karolu Feliksie. Przywrócił początkowo monarchię absolutną, krwawo tłumiąc zamieszki w 1833. Z czasem jednak, na polu wspólnej wrogości do Austrii zbliżył się do niepodległościowych nurtów liberalnych. Zwłaszcza po 1840 przychylał się do administracyjnych i gospodarczych reform w Piemoncie.
4 marca 1848 nadał królestwu konstytucję (Statut Albertyński), wzorowaną na konstytucji francuskiej z 1830. Po klęskach w wojnie z Austrią w bitwach pod Custozą i Novarą abdykował na rzecz swojego starszego syna.
W Turynie istnieje jego pomnik konny odsłonięty w 1861.

## Potomstwo
W 1817 ożenił się z Marią Teresą Habsburg, córką Ferdynanda III, wielkiego księcia Toskanii, i Luizy Marii, księżniczki sycylijskiej. Miał z nią troje dzieci:
- Wiktora Emanuela II, pierwszego króla Włoch (1820–1878)[1][2][3][4][5],
- Ferdynanda Marię, księcia Genui (1822–1855), ojca Małgorzaty (żony Humberta I), i Tomasza (księcia Genui)[1][2][3][4][5],
- Marię Krystynę (1826–1827), księżniczkę Sardynii i Piemontu[1][2][3][4][5].

## Ordery
Najwyższy Order Zwiastowania Najświętszej Marii Panny (Order Annuncjaty) w 1816, a od 1831 Wieki Mistrz.

## Rodowód
| Karol Albert Sabaudzki-Carignano | Ojciec: Karol Emanuel Sabaudzki-Carignano | Dziadek po mieczu: Wiktor Amadeusz II Sabaudzki-Carignano | Pradziadek po mieczu: Ludwik Wiktor Sabaudzki-Carignano                       | Prapradziadek po mieczu: Wiktor Amadeusz I Sabaudzki-Carignano                |
| Karol Albert Sabaudzki-Carignano | Ojciec: Karol Emanuel Sabaudzki-Carignano | Dziadek po mieczu: Wiktor Amadeusz II Sabaudzki-Carignano | Pradziadek po mieczu: Ludwik Wiktor Sabaudzki-Carignano                       | Praprababcia po mieczu: Maria Wiktoria Franciszka Sabaudzka                   |
| Karol Albert Sabaudzki-Carignano | Ojciec: Karol Emanuel Sabaudzki-Carignano | Dziadek po mieczu: Wiktor Amadeusz II Sabaudzki-Carignano | Prababcia po mieczu: Krystyna Henryka Heska-Rheinfels-Rothenburg              | Prapradziadek po mieczu: Ernest Leopold Hesja-Rheinfels-Rothenburg            |
| Karol Albert Sabaudzki-Carignano | Ojciec: Karol Emanuel Sabaudzki-Carignano | Dziadek po mieczu: Wiktor Amadeusz II Sabaudzki-Carignano | Prababcia po mieczu: Krystyna Henryka Heska-Rheinfels-Rothenburg              | Praprababcia po mieczu: Eleanor Löwenstein-Wertheim-Rochefort                 |
| Karol Albert Sabaudzki-Carignano | Ojciec: Karol Emanuel Sabaudzki-Carignano | Babcia po mieczu: Józefina Lotaryńska-Brionne             | Pradziadek po mieczu: Ludwik Lotaryński, książę Brionne                       | Prapradziadek po mieczu: Ludwik Lotaryński, książę Lambesc                    |
| Karol Albert Sabaudzki-Carignano | Ojciec: Karol Emanuel Sabaudzki-Carignano | Babcia po mieczu: Józefina Lotaryńska-Brionne             | Pradziadek po mieczu: Ludwik Lotaryński, książę Brionne                       | Praprababcia po mieczu: Joanna Henryka Małgorzata de Durfort                  |
| Karol Albert Sabaudzki-Carignano | Ojciec: Karol Emanuel Sabaudzki-Carignano | Babcia po mieczu: Józefina Lotaryńska-Brionne             | Prababcia po mieczu: Ludwika Rohan-Rochefort                                  | Prapradziadek po mieczu: Karol de Roanne, książę Rochefort                    |
| Karol Albert Sabaudzki-Carignano | Ojciec: Karol Emanuel Sabaudzki-Carignano | Babcia po mieczu: Józefina Lotaryńska-Brionne             | Prababcia po mieczu: Ludwika Rohan-Rochefort                                  | Praprababcia po mieczu: Eleonora de Béthisy de Maizière                       |
| Karol Albert Sabaudzki-Carignano | Matka: Maria Krystyna Kurlandzka          | Dziadek po kądzieli: Karol Krystian Kurlandzki            | Pradziadek po kądzielii: August III król Polski, Fryderyk August II Saksoński | Prapradziadek po kądzieli: August II król Polski, Fryderyk August I Saksoński |
| Karol Albert Sabaudzki-Carignano | Matka: Maria Krystyna Kurlandzka          | Dziadek po kądzieli: Karol Krystian Kurlandzki            | Pradziadek po kądzielii: August III król Polski, Fryderyk August II Saksoński | Praprababcia po kądzieli: Krystyna Eberhardyna Hohenzollernówna               |
| Karol Albert Sabaudzki-Carignano | Matka: Maria Krystyna Kurlandzka          | Dziadek po kądzieli: Karol Krystian Kurlandzki            | Prababcia po kądzieli: Maria Józefa Habsburżanka                              | Prapradziadek po kądzieli: Józef I Habsburg                                   |
| Karol Albert Sabaudzki-Carignano | Matka: Maria Krystyna Kurlandzka          | Dziadek po kądzieli: Karol Krystian Kurlandzki            | Prababcia po kądzieli: Maria Józefa Habsburżanka                              | Praprababcia po kądzieli: Wilhelmina Amalia Welf                              |
| Karol Albert Sabaudzki-Carignano | Matka: Maria Krystyna Kurlandzka          | Babcia po kądzieli: Franciszka Krasińska                  | Pradziadek po kądzielii: Stanisław Krasiński                                  | Prapradziadek po kądzieli: Aleksander Krasiński                               |
| Karol Albert Sabaudzki-Carignano | Matka: Maria Krystyna Kurlandzka          | Babcia po kądzieli: Franciszka Krasińska                  | Pradziadek po kądzielii: Stanisław Krasiński                                  | Praprababcia po kądzieli: Salomea Trzcińska                                   |
| Karol Albert Sabaudzki-Carignano | Matka: Maria Krystyna Kurlandzka          | Babcia po kądzieli: Franciszka Krasińska                  | Prababcia po kądzieli: Aniela Humiecka                                        | Prapradziadek po kądzieli: Stefan Humiecki                                    |
| Karol Albert Sabaudzki-Carignano | Matka: Maria Krystyna Kurlandzka          | Babcia po kądzieli: Franciszka Krasińska                  | Prababcia po kądzieli: Aniela Humiecka                                        | Praprababcia po kądzieli: Katarzyna Krosnowska                                |